# 파울 나토르프

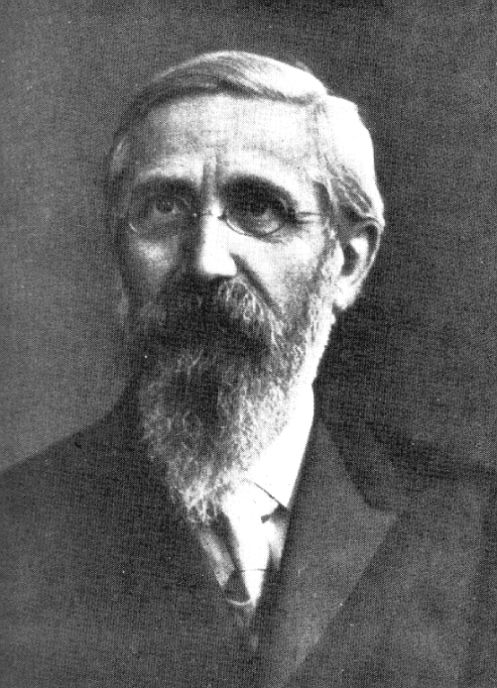
파울 나토르프

파울 게르하르트 나토르프(Paul Gerhard Natorp, 1854년 1월 24일 ~ 1924년 8월 17일)는 독일의 철학자이자, 마르브르크 학교의 교육자이다. 신(新)칸트학파인 마르부르크 학파의 대표적 인물이다. 그는 플라톤에 대한 권위자로 알려져 있다.
나토르프는 뒤셀도르프에서 태어났다.
베를린·본·슈트라스부르크 등 각 대학에서 철학·고전어를 수학하고, 이 무렵 마르부르크 학파의 창설자인 코헨(H. Cohen, 1842-1918)과 알게 되어 1881년 그의 주선으로 마르부르크 대학의 강사, 1885년 동 대학 원외교수, 1892년 정교수로 진급해서 1922년 퇴직시까지 계속 근무했다.
그는 한스게오르크 가다머(Hans-Georg Gadamer)의 초기 저서에 영향을 주었고, 특히 현상학의 아버지라 불리는 에드문트 후설에게도 큰 영향을 주었다. 그의 제자 중에 철학자이자 사학자인 에른스트 카시레르, 닥터 지바고의 저자 보리스 파스테르나크가 있었다.
그는 플라톤의 이상주의, 칸트의 선험적 비판철학의 입장에서 규범적 교육성을 논하였다. 그 특징을 보면,
1. 말보다 도야(Bildungs)란 용어로 교육론을 전개하고 있다.
2. 도야란 예술가가 여러 소재에 일정한 형식을 주고, 혹은 동식물이 그 유기체 성장에 있어 스스로 형성되어 가듯이, 일반적으로 혼연한 소재에 특정 질서를 부여하는 것으로 사물을 그 본래에 있어야 할 완전성에까지 이르게 하는 것이다.
3. 도야나 교육의 개념은 인간이 본래 어떠한 모양으로 있어야 할 것인가 하는 당위의 개념을 전제로 하는 것이며, 이 당위개념을 이상이라고 할 때, 교육은 이것을 밑바탕으로 한 작용이라는 것 등이다.

또 이 이상은 의식 자체의 통일을 향하여 전진하는 무한한 과정이라 하고 네 가지 기본방향을 제시했다.
1. 지적 작용으로서 과학적 세계의 구성으로 향하고,
2. 정적(情的)작용으로서 예술적 세계건설로 향하며,
3. 의(意)의 작용으로 도덕적 세계의 건설로 향하고,
4. 절대자에의 동경으로 종교적 세계로 발전한다는 것이다.

이와 같이 자연적·감능적(感能的) 혼연계(渾然界)를 진·선·미·성(聖)의 규범적 법칙에 의하여 과학·도덕·예술·종교가 조화된 질서있는 세계를 형성하여 가는 과정이 인간정신의 본질적 방향이며, 그 조화적 발전을 가치있고 계획적으로 자녀의 마음속에 배양하는 것이 교육의 임무라고 했다.

## 저서
- Sozialpädagogik (1899년)
- Herbart, Pestalozzi und die heutigen Aufgaben der Erziehungslehre→헤르바르트·페스탈로치 및 오늘의 교육학의 과제 (1899년)
- Logik in Leitsätzen (1904년)
- Gesammelte Abhandlungen zur Sozialpädagogik (3권, 1907년)
- Pestalozzi. Leben und Lehre (1909년)
- Die logischen Grundlagen der exakten Wissenschaften (1910년)
- Philosophie; ihr Problem und ihre Probleme (1911년)
- Sozialidealismus→사회적 이상주의 (1920년)
- Beethoven und wir (1920년)
- "Platos Ideenlehre" (1921년)
- Allgemeine Logik (in: Flach und Holzhey, Erkenntnistheorie und Logik im Neukantianismus, 1979년)

## 같이 보기
- 비판주의